# Léon Loiseau
Pour les articles homonymes, voir Loiseau.
 (septembre 2019).
Si vous disposez d'ouvrages ou d'articles de référence ou si vous connaissez des sites web de qualité traitant du thème abordé ici, merci de compléter l'article en donnant les références utiles à sa vérifiabilité et en les liant à la section « Notes et références ».
Jules Victor Léon Loiseau (1857-1936) était un propriétaire agricole et arboriculteur, et un homme politique français.

## Biographie
Conseiller municipal puis adjoint au maire, il a été maire de Montreuil du 14 mai 1904 au 15 mai 1908 mais aussi délégué cantonal.
Administrateur de la Caisse d’Épargne et de Prévoyance de Paris, il est le fondateur des Sociétés de secours mutuels « La Mutualité scolaire » et « La Maternelle montreuilloise ».
Léon Loiseau était très attaché au monde agricole. Il fut président de la Société régionale d’Horticulture de Montreuil pendant 38 ans et secrétaire général du Syndicat des cultivateurs du département de la Seine pendant près de 20 ans. Il occupa le poste de vice-président de la Société nationale d’Horticulture de France puis de conseiller du commerce extérieur. Il était membre correspondant de l’Académie d’Agriculture et président de la Fédération des Sociétés d’Horticulture et des syndicats horticoles de la région est de Paris.
Il fut nommé officier de la Légion d’Honneur, commandeur du Mérite agricole et officier d'Académie.
Il fut le beau-père du général de corps d'armée Henry Freydenberg (1876-1975).